# Nor.Ca. Beach Handball Championships 2022
Die Nor.Ca. Beach Handball Championships 2022, die kontinentalen Meisterschaften des Handballkonföderation Nordamerikas und der Karibik (NACHC beziehungsweise NORCA), waren die zweite Auflage nach der Teilung der Pan-American Team Handball Federation (PATHF) auf Druck der Internationalen Handballföderation (IHF) in zwei Verbände. Die Spiele wurden vom 25. bis 27. April am Playa Icacos in Acapulco, Mexiko, ausgetragen.

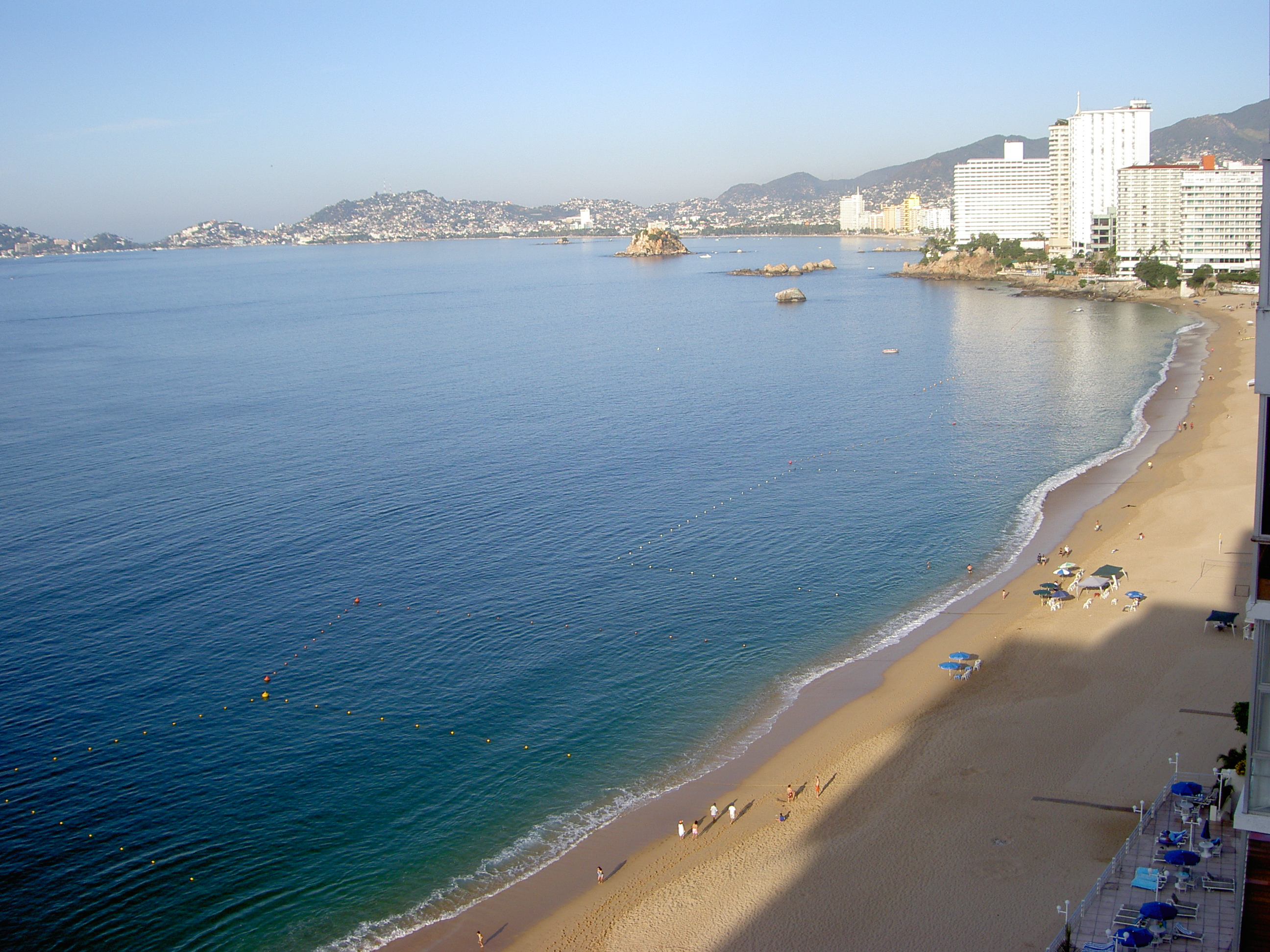
Playa Icacos, Austragungsort

Die eigentlich alle zwei Jahre stattfindende Meisterschaft wurde aufgrund der weltweiten COVID-19-Pandemie um ein Jahr verschoben. Erneut nahmen acht Nationen teil, wobei Barbados und Haiti dieses Mal nicht teilnehmen und St. Kitts und Nevis nur eine Männermannschaft schickte. Dafür nahmen zum ersten Mal die Dominikanische Republik und Kanada, teil, auch Kanada nur mit einer Männermannschaft und das erste Mal seit den Pan-Amerikameisterschaften 1999.
Das Turnier war sowohl das Qualifikationsturnier für die Weltmeisterschaften des Jahres auf Kreta und damit indirekt auch für die World Games wenige Wochen nach der WM in Birmingham, USA, als auch für die teilnehmenden Länder der Karibik für die im November 2022 erstmals ausgetragenen Central American and Caribbean Sea and Beach Games in Santa Marta, Kolumbien, wofür sich jeweils die drei besten Mannschaften qualifizierten und bei den Männern zudem die Dominikanische Republik nachrückte.
| Frauen Details | Acapulco, Mexiko | Mexiko             | 2:0 | Vereinigte Staaten | Dominikanische Republik |     | Puerto Rico         |
| Männer Details | Acapulco, Mexiko | Vereinigte Staaten | 2:0 | Puerto Rico        | Mexiko                  | 2:0 | Trinidad und Tobago |

## Platzierungen der teilnehmenden Nationalmannschaften
| Nation                  | Frauen | Männer |
| ----------------------- | ------ | ------ |
| Dominica                | 5      | 7      |
| Dominikanische Republik | 3      | 5      |
| Kanada                  | –      | 6      |
| Mexiko                  | 1      | 3      |
| Puerto Rico             | 4      | 2      |
| St. Kitts und Nevis     | –      | 8      |
| Trinidad und Tobago     | 6      | 4      |
| Vereinigte Staaten      | 2      | 1      |
| Teilnehmerzahl          | 6      | 8      |

| Legende | Legende | Legende | Legende              |
| ------- | ------- | ------- | -------------------- |
| 1       | 2       | 3       | Podest-Platzierungen |
| 4       | 4       | 4       | Halbfinalist         |